# Fort Yuma (film)
Pour plus de détails, voir Fiche technique et Distribution.
Fort Yuma est un film américain réalisé par Lesley Selander, sorti en 1955.

## Synopsis
Une tribu d'Apaches décide de venger l'assassinat du père de son chef. Tandis que Fort Yuma devient tendu, un messager se rend à Fort Apache pour demander du renfort. Mais celui-ci est tué durant son voyage...

## Fiche technique
- Réalisation : Lesley Selander
- Scénario et histoire : Danny Arnold
- Photographie : Gordon Avil
- Montage : John F. Schreyer
- Musique : Paul Dunlap
- Costumes : Wesley V. Jefferies
- Producteur : Howard W. Koch
- Société de production : Bel-Air Productions
- Société de distribution :  United Artists
- Pays de production :  États-Unis
- Langue : Anglais américain
- Tournage : du 26 avril 1955 au 9 mai 1955 en Arizona et dans l'Utah.
- Format : Couleur (Technicolor) — 35 mm — 1,85:1 — Son : Mono (Western Electric Recording)
- Genre : Western
- Durée : 78 minutes (1 h 18)
- Dates de sortie :
  - États-Unis : 4 octobre 1955
  - France : 25 septembre 2012 (sortie DVD)

## Distribution
Note : Bien que le film date de 1955, le doublage français n'a été effectué que vers les années 1980.
- Peter Graves (VF : Jean-Claude Michel) : Lt. Ben Keegan
- Joan Vohs (VF : Michèle Montel) : Melanie Crown
- John Hudson (VF : Jacques Thébault) : Sgt. Jonas
- Joan Taylor : Francesca (Francisco en VF)
- William 'Bill' Phillips (VF : Georges Aubert) : Milo (Milou en VF) Halleck
- James Lilburn (VF : Bernard Woringer) : Cpl. Samuel Taylor
- Abel Fernandez : Mangas Coloradas (Colorado en VF)
- Addison Richards (VF : Jean-Henri Chambois) : Gen. Crook
- Edmund Penney (VF : Daniel Gall) : Cpl. Cassidy
- Lee Roberts (VF : Robert Bazil) : Cpt. Philip Stanley

## Autour du film
- Le tournage du film s'est déroulé du 26 avril 1955 au 9 mai 1955 à Kayenta et Sedona, en Arizona et dans le fort de Kanab à Kanab, dans le comté de Kane, dans l’extrême sud de l'Utah.